# François Fontelle
François Fontelle est un sculpteur français actif au château de Versailles, né à Paris vers 1629 et mort à Versailles le 6 novembre 1690.

## Biographie
Peu d'informations sont connues sur la vie et la formation de François Fontelle en dehors de son activité au château de Versailles.
Il apparaît dans les compte des bâtiments du roi pour le château de Versailles en 1671 quand il sculpte les corniches en stuc aux attiques du château entre le 4 juillet et le 2 décembre, dont le paiement est fait le 14 avril 1672 et le 4 mars 1673.
Il est le premier sculpteur qui est cité pour réparer plusieurs décors de stuc dans les appartements du château entre 1671 et 1680. Entre le 30 avril 1679 et le 14 janvier 1680, il répare les statues des fontaines et autres en divers endroits du parc. En 1685, il est cité plusieurs fois dans les comptes des bâtiments pour des interventions sur des sculptures des jardins, dont certaines en plomb. François Fontelle intervient à Versailles comme sculpteur et réparateur jusqu'en 1688.
En 1681-1682, il travaille sur la chapelle de la reine dans l'église paroissiale de Versailles. Il sculpte quatre vases de pierre pour l'aile sud du château.
Il a sculpté en 1682 deux vases pour la balustrade de l'Orangerie, les Vases aux plaisans, qui se distinguent par leur panse ventrue et les cannelures en spirale avec des têtes de satyres qui grimacent et portent les deux anses. Ils sont installés entre 1686 et 1695 autour du Grand jet au château de Marly, puis au château de Saint-Cloud. Ils sont transférés en 1872 au musée du Louvre, puis au parc de Saint-Germain-en-Laye en 1885 avant d'être rapportés au musée du Louvre,
Les Comptes des bâtiments du roi citent pour les années 1682-1683 de commandes de vases à vingt-deux sculpteurs, chacun devant réaliser deux vases pour le pourtour de la pièce d'eau sous le Dragon. Tous les sculpteurs ayant participé au décor du jardin de Versailles sont cités, : Regnaudin, Flamen, Lespagnandelle, Prou, Coysevox, Van Clève, Raon, Houzeau, Clérion, Fontelle, Cornu, Hultrel, Laviron, Magnier, Lespingola, Drouilly, Monier, Carlier, Collignon, Mazeline, Le Gros.

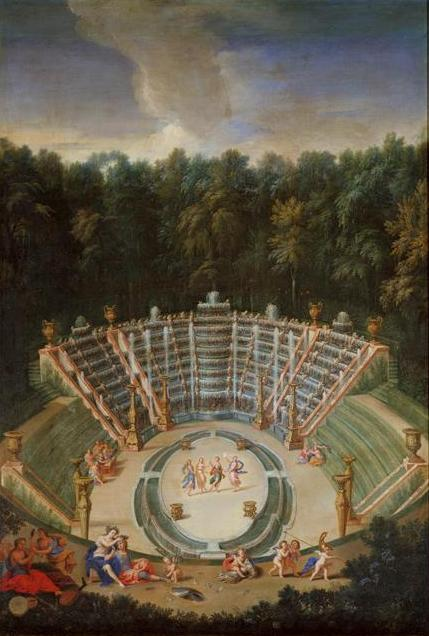
Salle de Bal avec l'île au centre et les quatre vases réalisés par François Fontelle.

La Salle de Bal a été installée entre 1682 et 1686. François Fontelle sculpte quatre Vases aux instruments de musique qui se trouvaient sur l'île centrale du bosquet qui a aujourd'hui disparu.
En 1689, il exécute des vases, des consoles et des ornements dans le vestibule du château en face du parterre d'eau et sculpte les trophées pour le corps de garde des Suisses.
Il intervient avec d'autres sculpteurs (Colignon, Lespingola, Legros, Raon, Magnier, Clérion et Tuby) sur la réalisation des vases du bassin de Neptune conçu par Charles Le Brun entre 1679 et 1681. Les vases en plomb prévus comme réceptacles des jets d'eau sont réalisés en 1682-1683.
En 1683, il est chargé de la décoration du catafalque de la reine Marie-Thérèse pour le service à Notre-Dame avec quatre figures moulées en carton représentant la Foy, l’Espérance, la Charité et la Religion, trente tête de mort avec des ailes de chauve-souris moulées en carton.
En 1684, il travaille au Labyrinthe de Versailles et en 1686 à l'aménagement du bosquet des Bains d'Apollon. En 1687, il reçoit 37 livres pour les « feuilles de sculpture qu'il a mis devant les nuditez des figures du jardin de Versailles ». Il participe encore aux travaux de Versailles en 1688.
Il meurt à Versailles le novembre 1690, âgé de 61 ans.
Dans le Comptes des bâtiments du roi pour l'année 1695, un paiement est fait à la veuve et aux héritiers de François Fontelle.